# Di cam
Di cam, tên khoa học Lonchura striata, là một loài chim trong họ Estrildidae. 
Di cam là loài bản địa của châu Á nhiệt đới trên lục địa và một số đảo lân cận, và đã được du nhập vào một số khu vực của Nhật Bản. Loài chim lai được thuần hóa Society Finch hoặc Bengalese Finch, được nuôi trên khắp thế giới và là một sinh vật mô hình trong sinh học.

## Hình ảnh

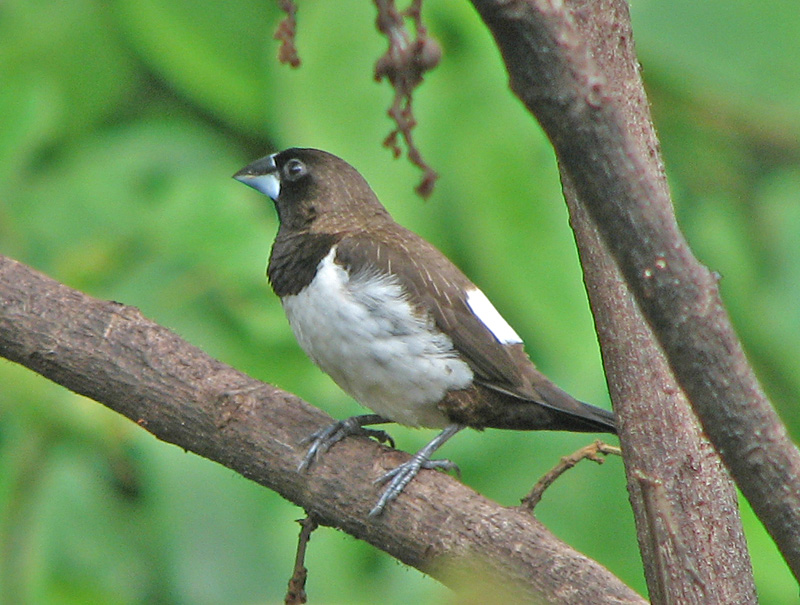
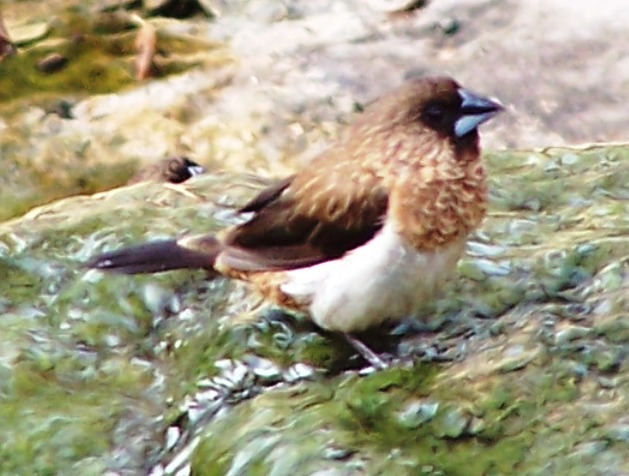
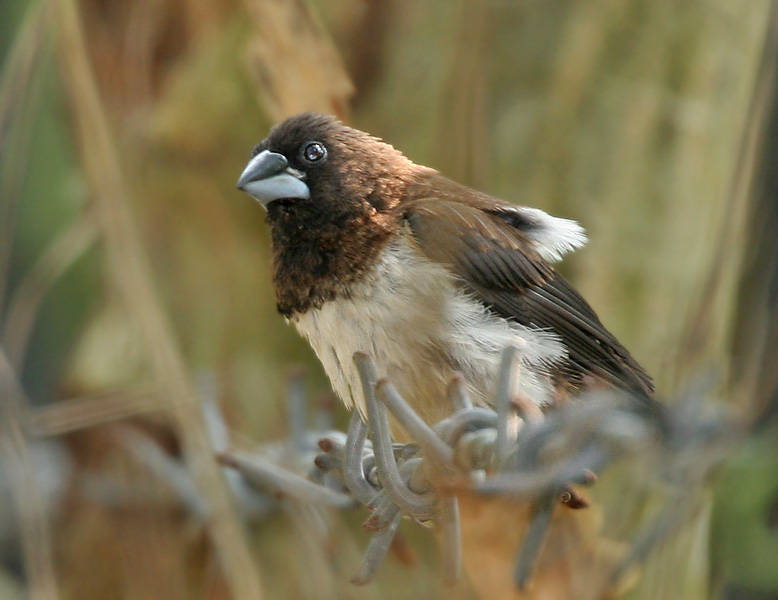
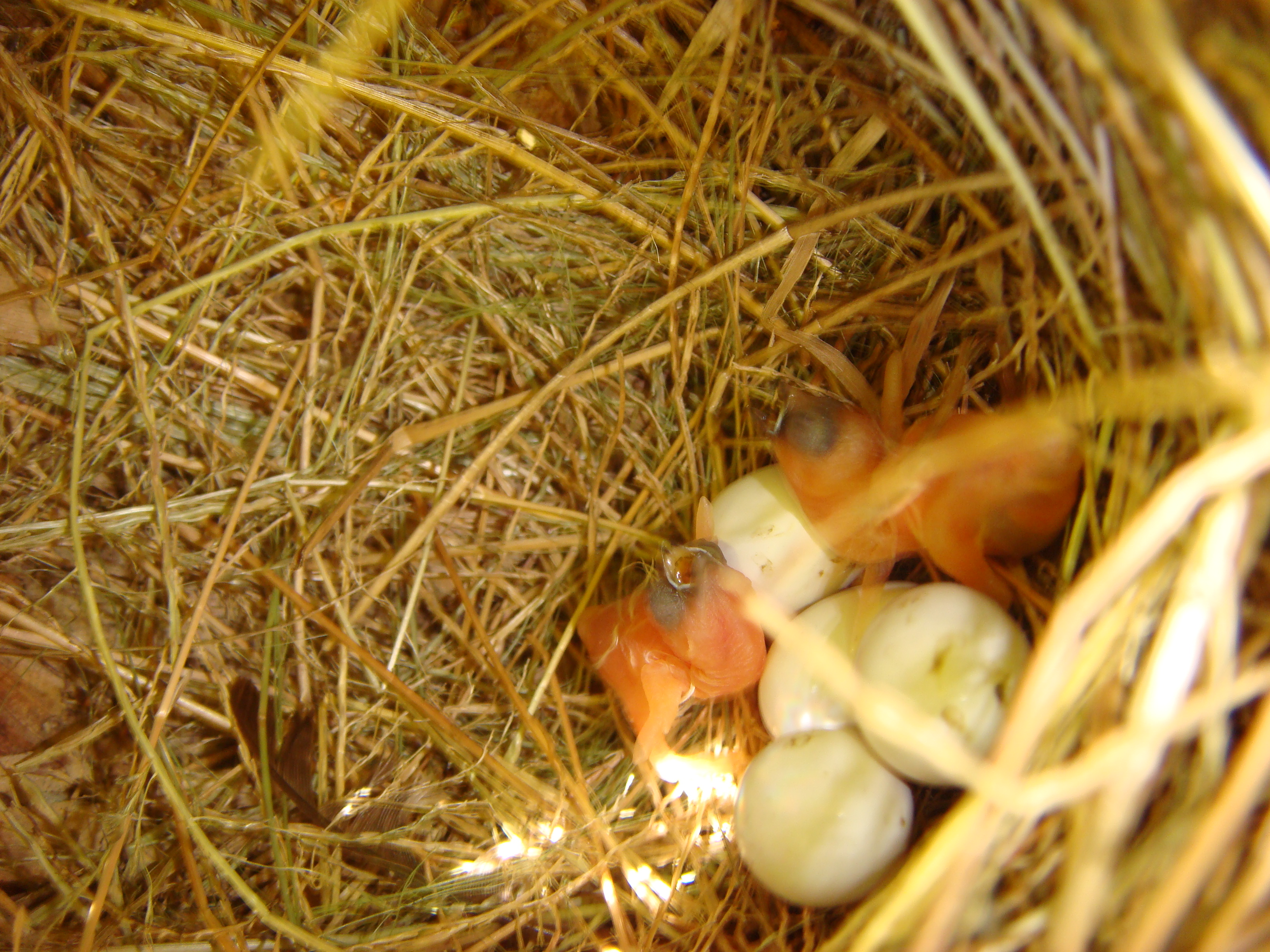
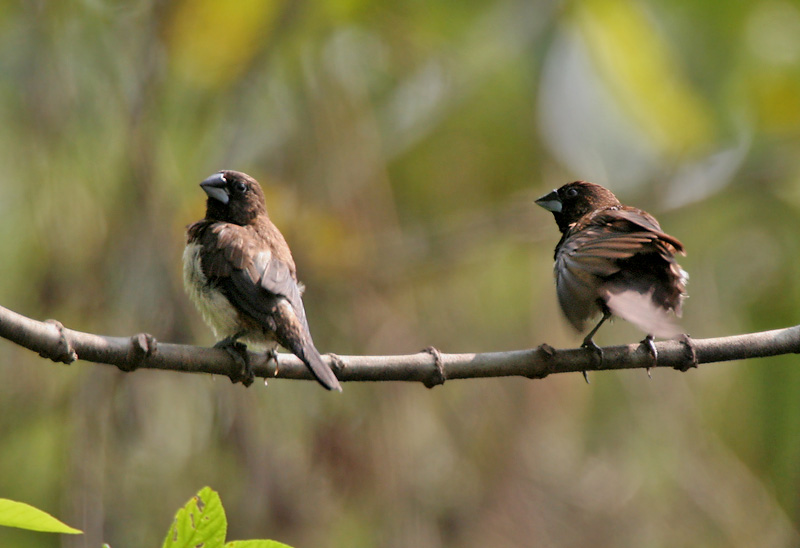
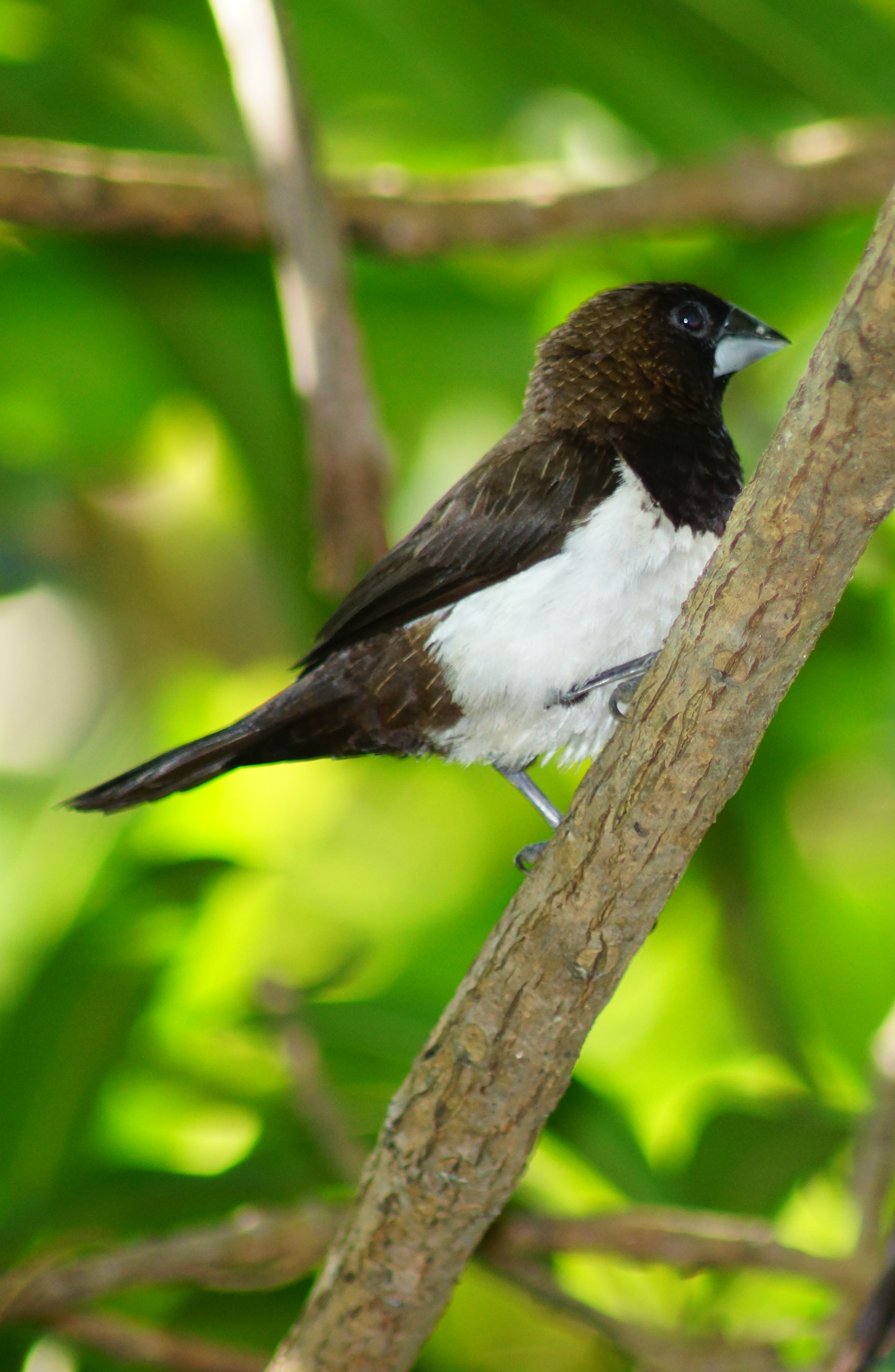